# Плещеево (Липецкая область)
Плеще́ево — деревня и центр Синдякинского сельсовета Хлевенского района Липецкой области на правой стороне реке Воронежа.

## Инфраструктура
Улицы — Воронежская, Овражная и Университетская.

## История
Упоминается в актах конца XVII в., в 1800 г. имело 22 двора крестьян-однодворцев.

## Название
Название — по фамилии служилых людей Плещеевых.

## Население
| 2009 | 2010 |
| ---- | ---- |
| 42   | ↗49  |